# Heads Will Roll (EP)
Heads Will Roll es el primer EP de la cantante Noruega Marion Raven que fue puesto a la venta el 31 de octubre de 2006. Todas las canciones fueron escritas por Raven en colaboración con numerosos artistas como Nikki Sixx (Mötley Crüe), Scott Stevens y Freddy Herrera de The Exies , Keith Nelson y Xavier Muriel de Buckcherry y Raine Maida de Our Lady Peace. El Heads Will Roll (EP) se puso a disposición para descargar de iTunes, mientras que la copia impresa se publicó exclusivamente en los Estados Unidos.
En las propias palabras de Raven, las pistas del EP son canciones divertidas de rock que son como para saltar al escucharlas.

## Heads Will Roll
El nombre del EP, "Heads Will Roll", es una nueva versión grabada de la misma pista que se publicó anteriormente en 2005 en el álbum debut de Raven llamado, Here I Am. La nueva versión, producida y mezclada por James Michael, elimina diversos efectos de sonido utilizado para amortiguar la voz de Raven y proporcionar seguridad a la voz de Scott Stevens. 
"Heads Will Roll" es el resultado de la colaboración de Raven con Nikki Sixx y James Michael. En una entrevista exclusiva con una revista, Raven dijo que la unión con Nikki Sixx es el resultado de un encuentro para adquirir entradas para el concierto de Alice Cooper en Oslo, Noruega, en el que Sixx fue el acto de apoyo. Sixx invitó a Raven a L.A para trabajar en las pistas de su álbum, pistas como "Heads Will Roll" y "Surfing The Sun" fueron el resultado.
La canción fue inspirada por el bajo de Sixx, que se puede escuchar en muchas partes de la pista, así como de la idea original de Raven para una canción, titulada "Heads To The Wall". 
"Heads Will Roll" y las otras 5 pistas marcan una destacada transformación en Raven que pasa del pop-adolescente como las canciones de M2M, a una escena más difícil y más madura hasta llegar al rock básico pasando por el post-grunge. La canción fue presentada en la banda sonora de la película "Van Wilder 2: Rise of Taj" . 
El vídeo de "Heads Will Roll", presenta escenas de una Marion Raven medio desnuda en la parte superior, y diez mujeres desnudas acostadas en un cuadro futurista, mientras los transeúntes las miran sin vergüenza alguna, en el video también cuenta con las participaciones de Xavier Muriel de la banda Buckcherry en la batería y Scott Stevens en los coros y tocando la guitarra eléctrica y Freddy Herrera de The Exies en el bajo.
Raven dijo al respecto:
"Si quieres ser un verdadero rock'n roller tienes que ser sexy.los chicos de las bandas de rock son sexy, así que ¿por que las chicas no deben serlo? Sólo porque una chica puede cantar y rockear, no tiene que llevar de un breve corte de pelo y llevar un cuello de tortuga". 
El video causó cierta controversia, ya que figuran senos femeninos expuestos. Una versión censurada del video, sin desnudos se puso a disposición de los canales de vídeo como VH1 y MTV, eincluso en diversos canales de videos de YouTube en esta página se le conoce como "clean version" .

## Detalles del video
Director: Charles Jensen
Productores: Kevin Muir / Ely Siler 
Editor: Charles Jensen 
Director de fotografía: Peter Richardson / Jason Wawro
Nombre del artista: Marion Raven
Sello discográfico: 10th street entertainment
Total Duración: 3:17

## Canciones
| #  | Título                                       | Autor(es)                                    | Duración |
| -- | -------------------------------------------- | -------------------------------------------- | -------- |
| 1. | "Spit You Out"                               | Marion Raven, DJ Ashba                       | 4:37     |
| 2. | "Heads Will Roll"                            | Marion Raven, Nikki Sixx, James Michael      | 3:18     |
| 3. | "All I Wanna Do Is You"                      | Marion Raven, Keith Nelson                   | 3:09     |
| 4. | "13 Days"                                    | Marion Raven, Chantal Kreviazuk, Raine Maida | 3:07     |
| 5. | "Good 4 Sex"                                 | Marion Raven, Desmond Child                  | 3:41     |
| 6. | "Let Me Introduce Myself" (Acoustic version) | Marion Raven                                 | 5:13     |

## Recepción
Los comentarios sobre el EP fueron en general positivos, aunque, "Llamando a la voz de Raven como una voz pop, (pero no es una ofensa), ya que tiene una voz lo suficientemente fuerte como para llamar la atención dignamente". 
Sixx elogió a Raven, dijo, "he escrito con artistas tan diversos como el Joey de Saliva hasta Meat Loaf y Vince Neil, pero Marion Raven es la artista nueva más talentosa con la que he trabajado desde que empeze a hacer música", DJ Ashba comentó, "yo la declaro a ella como la nueva Joan Jett del rock n' roll".
- Datos: Q1765925